# We Are Not Your Kind
We Are Not Your Kind é o sexto álbum de estúdio da banda americana de metal Slipknot, lançado em 9 de agosto de 2019 pela Roadrunner Records. Foi gravado no EastWest Studios em Hollywood, Califórnia, com o co-produtor Greg Fidelman (que já havia produzido o álbum de 2014 da banda .5: The Gray Chapter). O título é retirado de uma letra da música "All Out Life", que foi lançada como single independente em 2018 e aparece como uma faixa bônus na edição japonesa do álbum. 
We Are Not Your Kind (nós não somos o seu tipo) é o primeiro álbum do Slipknot a ser gravado como uma banda de oito membros, já que o ex-percussionista Chris Fehn deixou a banda em março de 2019 depois de processar o grupo por alegados royalties não pagos.

## Recepção
O álbum alcançou o primeiro lugar nas paradas da Billboard 200 e vendeu 118.000 cópias na primeira semana. O portal Loudwire o elegeu como um dos 50 melhores discos de metal de 2019.

## Faixas
| N.º            | Título                    | Duração |  |
| 1.             | "Insert Coin"             | 1:38    |  |
| 2.             | "Unsainted"               | 4:20    |  |
| 3.             | "Birth of the Cruel"      | 4:35    |  |
| 4.             | "Death Because of Death"  | 1:20    |  |
| 5.             | "Nero Forte"              | 5:15    |  |
| 6.             | "Critical Darling"        | 6:25    |  |
| 7.             | "A Liar's Funeral"        | 5:27    |  |
| 8.             | "Red Flag"                | 4:11    |  |
| 9.             | "What's Next"             | 0:53    |  |
| 10.            | "Spiders"                 | 4:03    |  |
| 11.            | "Orphan"                  | 6:01    |  |
| 12.            | "My Pain"                 | 6:48    |  |
| 13.            | "Not Long for This World" | 6:35    |  |
| 14.            | "Solway Firth"            | 5:56    |  |
| Duração total: | Duração total:            | 63:27   |  |

| Edição de bônus japonesa |                |         |  |
| N.º                      | Título         | Duração |  |
| 15.                      | "All Out Life" | 5:40    |  |
| Duração total:           | Duração total: | 69:07   |  |